# Episodi di Roy Rogers (seconda stagione)
La seconda stagione della serie televisiva Roy Rogers è andata in onda negli Stati Uniti dal 7 settembre 1952 al 28 giugno 1953 sulla NBC.
| nº | Titolo originale    | Prima TV USA      | Titolo italiano         | Prima TV Italia |
| -- | ------------------- | ----------------- | ----------------------- | --------------- |
| 1  | Death Medicine      | 7 settembre 1952  |                         |                 |
| 2  | Outlaw's Return     | 28 settembre 1952 | Il ritorno del bandito  |                 |
| 3  | Huntin' for Trouble | 5 ottobre 1952    | A caccia di guai        |                 |
| 4  | The Feud            | 12 ottobre 1952   |                         |                 |
| 5  | Go for Your Gun     | 23 novembre 1952  |                         |                 |
| 6  | Mayor of Ghost Town | 30 novembre 1952  |                         |                 |
| 7  | Blind Justice       | 14 dicembre 1952  |                         |                 |
| 8  | The Knockout        | 28 dicembre 1952  | Il colpo decisivo       |                 |
| 9  | The Run-A-Round     | 22 febbraio 1953  | Una presa in giro       |                 |
| 10 | Phantom Rustlers    | 5 aprile 1953     | I ladri fantasma        |                 |
| 11 | Loaded Guns         | 12 aprile 1953    |                         |                 |
| 12 | The Silver Fox Hunt | 19 aprile 1953    |                         |                 |
| 13 | The Mingo Kid       | 26 aprile 1953    |                         |                 |
| 14 | The Long Chance     | 24 maggio 1953    | Una tregua sulla parola |                 |
| 15 | Money to Burn       | 28 giugno 1953    | Denaro da bruciare      |                 |

## Death Medicine
- Diretto da:
- Scritto da:

### Trama
- Interpreti: Roy Rogers (Roy Rogers), Dale Evans (Dale Evans), Pat Brady (Pat Brady), Ray Bennett (scagnozzo Bishop), Rory Mallinson (se stesso), Jay Kirby (Don Wallace), Fred Graham (Hobo), Bert LeBaron (scagnozzo Palmer), Merrill McCormick (Ed Bailey), Bob McElroy (cittadino)

## Outlaw's Return
- Diretto da:
- Scritto da:

### Trama
- Interpreti: Roy Rogers (Roy Rogers), Dale Evans (Dale Evans), Pat Brady (Pat Brady), John Doucette (Carl Adams), Myron Healey (Gil Murray), Steve Pendleton (Spade Oakley), Tom London (sceriffo Frank Nelson), Russ Scott (impiegato dell'hotel Jim), Frank Ellis (cittadino), Augie Gomez (cittadino), Fred Graham (Doc Smiley), Jay Kirby (Bud Talbot), Jack Tornek (cittadino)

## Huntin' for Trouble
- Diretto da:
- Scritto da:

### Trama
- Interpreti: Roy Rogers (Roy Rogers), Dale Evans (Dale Evans), Pat Brady (Pat Brady), John Doucette (Oley Wolf), Richard Eyer (Bobby Sharon), Myron Healey (Ken Pierce), Tom London (sceriffo Ira Gilmore), Steve Pendleton (Bart Hollister), Russ Scott (vice), Kim Walker (Jimmy Sharon)

## The Feud
- Diretto da:
- Scritto da:

### Trama
- Interpreti: Roy Rogers (Roy Rogers), Dale Evans (Dale Evans), Pat Brady (Pat Brady), Sydney Mason (Lee Harris), Ed Hinkle (Ben Pierce), Stuart Whitman (Andy Norton), Pierce Lyden (Craig Ormond), Gloria Eaton (Marty), Ruth Lee (madre di Marty), William Fawcett (nonno), Harry Harvey (Minister), Wally West (ospite Wedding)

## Go for Your Gun
- Diretto da:
- Scritto da:

### Trama
- Interpreti: Roy Rogers (sceriffo Roy Rogers), Dale Evans (Dale Evans), Pat Brady (Pat Brady), Bullet (se stesso - Roy's Dog), Carl 'Alfalfa' Switzer (Bob, Dale's Nephew), Jim Diehl (Draw Reardon), Robert J. Wilke (Jake Lawson), Holly Bane (Ed Comer), George J. Lewis (Charlie Pace), William Fawcett (analizzatore Sam Hanley), Reed Howes (rancher Jim Nolan)

## Mayor of Ghost Town
- Diretto da:
- Scritto da:

### Trama
- Interpreti: Roy Rogers (Roy Rogers), Dale Evans (Dale Evans), Pat Brady (Pat Brady), Frances Conley (Betty Arnold), Hal Price (sindaco Peter Arnold), Zon Murray (scagnozzo), Boyd 'Red' Morgan (scagnozzo), Lane Bradford (Ned Crowton), Jim Diehl (John Parrish), Harry Harvey (sceriffo Blodgett), Russ Scott

## Blind Justice
- Diretto da:
- Scritto da:

### Trama
- Interpreti: Roy Rogers (Roy Rogers), Dale Evans (Dale Evans), Pat Brady (Pat Brady), James Kirkwood (Matt Conway), William Tannen (Doc. Harrington), Terry Frost (scagnozzo Abilene), Stanley Blystone (scagnozzo Bull), Russ Scott

## The Knockout
- Diretto da:
- Scritto da:

### Trama
- Interpreti: Roy Rogers (Roy Rogers), Dale Evans (Dale Evans), Pat Brady (Pat Brady), Leonard Penn (Gil Tolland), Charles Bronson (Willie Killer Conley), Sarah Padden (nonna Abigail Conley), Roy Brent (sceriffo Jim Wiley), Frank Jenks (Art Gauley), Wally West (Mack Fuller), Russ Scott

## The Run-A-Round
- Diretto da:
- Scritto da:

### Trama
- Interpreti: Roy Rogers (Roy Rogers), Dale Evans (Dale Evans), Pat Brady (Pat Brady), Bullet (se stessa), Sydney Mason (Lewis Colby), Ed Hinkle (scagnozzo Leo), Stuart Whitman (Todd Posing as Perry, Fraser, & Howard), Pierce Lyden (Carl che si finge Carter & Graham), Harry Harvey (sceriffo), Russ Scott

## Phantom Rustlers
- Diretto da:
- Scritto da:

### Trama
- Interpreti: Roy Rogers (Roy Rogers), Dale Evans (Dale Evans), Pat Brady (Pat Brady), Minerva Urecal (Mrs. MacGuiness), Francis McDonald (Sam MacGuiness), Robert Hyatt (Donnie MacGuiness), Riley Hill (Garth Carson), Sandy Sanders (scagnozzo), Harry Mackin (scagnozzo Slim), Harry Harvey (sceriffo), Herbert Wyndham (scagnozzo)

## Loaded Guns
- Diretto da:
- Scritto da:

### Trama
- Interpreti: Roy Rogers (Roy Rogers), Dale Evans (Dale Evans), Pat Brady (Pat Brady), Evan Loew (Ellen Kelsey), George Douglas (Martin Kelsey), Denver Pyle (Tom Larrabee), Steve Pendleton (Bill Eaton), Lyle Talbot (John Zachary), Sandy Sanders (Crooked Deputy Jake), Harry Harvey (sceriffo), Russ Scott (Zach's Ranch Hand)

## The Silver Fox Hunt
- Diretto da:
- Scritto da:

### Trama
- Interpreti: Roy Rogers (Roy Rogers), Dale Evans (Dale Evans), Pat Brady (Pat Brady), Leonard Penn (Howard Bailey), Herbert Wyndham (Sir William), Roy Brent (sceriffo), Wally West, Steve Raines (Dan Price), Frank Lackteen (Indian), Augie Gomez (Charlie), Russ Scott

## The Mingo Kid
- Diretto da:
- Scritto da:

### Trama
- Interpreti: Roy Rogers (Roy Rogers), Dale Evans (Dale Evans), Pat Brady (Pat Brady), William Tannen (Turk Black), Terry Frost (The Mingo Kid), Stanley Blystone (banchiere Titus Clay), Russ Scott (Carson)

## The Long Chance
- Diretto da:
- Scritto da:

### Trama
- Interpreti: Roy Rogers (Roy Rogers), Dale Evans (Dale Evans), Pat Brady (se stessoPat Brady), William Fawcett (Seth), Harry Harvey (sceriffo Tom Blodgett), Myron Healey (Tom Healey), Henry Rowland (Pete Grundy), Sandy Sanders, Robert J. Wilke

## Money to Burn
- Diretto da:
- Scritto da:

### Trama
- Interpreti: Roy Rogers (sceriffo Roy Rogers), Dale Evans (Dale Evans), Pat Brady (vice Pat Brady), Harry Harvey Jr. (Ted Winslow), Boyd 'Red' Morgan (scagnozzo Erv Nailor), John L. Cason (scagnozzo Chet), Dub Taylor (Otis Cooper), Jack O'Shea (Chico), Russ Scott